# Bora-Argon 18/Saison 2015
Diese Liste beschreibt die Mannschaft und die Erfolge des Radsportteams Bora-Argon 18 in der Saison 2015.

## Saison 2015

### Erfolge in der UCI Asia Tour
In der Saison 2015 gelangen dem Team nachstehende Erfolge in der UCI Asia Tour.
| Datum       | Rennen                  | Kat. | Fahrer      |
| ----------- | ----------------------- | ---- | ----------- |
| 13. Februar | 6. Etappe Tour of Qatar | 2.HC | Sam Bennett |

### Erfolge in der UCI Europe Tour
In der Saison 2015 gelangen dem Team nachstehende Erfolge in der UCI Europe Tour.
| Datum      | Rennen                                        | Kat. | Fahrer           |
| ---------- | --------------------------------------------- | ---- | ---------------- |
| 21. April  | 1. Etappe Giro del Trentino (MZF)             | 2.HC | Bora-Argon 18    |
| 13. Mai    | 1. Etappe Bayern-Rundfahrt                    | 2.HC | Sam Bennett      |
| 15. Mai    | 3. Etappe Bayern-Rundfahrt                    | 2.HC | Sam Bennett      |
| 26. Juni   | Tschechische Meisterschaft – Einzelzeitfahren | CN   | Jan Bárta        |
| 28. Juni   | Deutsche Meisterschaft – Straßenrennen        | CN   | Emanuel Buchmann |
| 14. August | 2. Etappe Arctic Race of Norway               | 2.HC | Sam Bennett      |
| 8. Oktober | Paris–Bourges                                 | 1.1  | Sam Bennett      |

### Zugänge – Abgänge
| Zugänge             | Team 2014                | Abgänge          | Team 2015                   |
| ------------------- | ------------------------ | ---------------- | --------------------------- |
| Dominik Nerz        | BMC Racing Team          | David de la Cruz | Etixx-Quick Step            |
| Björn Thurau        | Team Europcar            | Tiago Machado    | Team Katusha                |
| Phil Bauhaus        | Team Stölting            | Leopold König    | Team Sky                    |
| Emanuel Buchmann    | rad-net Rose Team        | František Padour | Androni Giocattoli-Sidermec |
| Patrick Konrad      | Gourmetfein Simplon Wels | Erick Rowsell    | Madison Genesis             |
| Shane Archbold      | An Post-Chain Reaction   | Jonathan McEvoy  | NFTO                        |
| Cristiano Salerno   | Cannondale               | Iker Camaño      | Karriereende                |
| Christoph Pfingsten | Cyclingteam de Rijke     | Blaž Jarc        | Karriereende                |

### Mannschaft
| Fahrer              | Geburtsdatum       | Land                   |              |
| ------------------- | ------------------ | ---------------------- | ------------ |
| Shane Archbold      | 2. Februar 1989    | Neuseeland             |              |
| Jan Bárta           | 7. Dezember 1984   | Tschechien             |              |
| Phil Bauhaus        | 8. Juli 1994       | Deutschland            |              |
| Cesare Benedetti    | 3. August 1987     | Italien                |              |
| Sam Bennett         | 16. Oktober 1990   | Irland                 |              |
| Emanuel Buchmann    | 18. November 1992  | Deutschland            |              |
| Zakkari Dempster    | 27. September 1987 | Australien             |              |
| Bartosz Huzarski    | 27. Oktober 1980   | Polen                  |              |
| Patrick Konrad      | 13. Oktober 1991   | Österreich             |              |
| Ralf Matzka         | 24. August 1989    | Deutschland            |              |
| José Mendes         | 24. April 1985     | Portugal               |              |
| Dominik Nerz        | 25. August 1989    | Deutschland            |              |
| Christoph Pfingsten | 20. November 1987  | Deutschland            |              |
| Cristiano Salerno   | 18. Februar 1985   | Italien                |              |
| Andreas Schillinger | 13. Juli 1983      | Deutschland            |              |
| Daniel Schorn       | 21. Oktober 1988   | Österreich             |              |
| Michael Schwarzmann | 7. Januar 1991     | Deutschland            |              |
| Björn Thurau        | 23. Juli 1988      | Deutschland            |              |
| Scott Thwaites      | 12. Februar 1990   | Vereinigtes Königreich |              |
| Paul Voß            | 26. März 1986      | Deutschland            |              |
| Stagiaires          | Stagiaires         | Nationalität           | Nationalität |
| Gregor Mühlberger   | Gregor Mühlberger  | Österreich             |              |
| Lukas Pöstlberger   | Lukas Pöstlberger  | Österreich             |              |